# Горлівка (судно)
«Горлівка» — транспортний корабель Військово-Морських сил України. Бортовий номер A753. До 01.08.1997 — транспорт Чорноморського флоту «Мезень».

## Історія корабля
«Горлівка» (заводський № 2041)  був збудований в Угорщині, м. Будапешт, на судоверфі «Ангіалфолді Гіарегісег» у 1965 році і зарахований в списки кораблів ВМФ СРСР у 1965 році.
10 січня 1996 року транспорт «Мезень» був переданий Україні. 
14 липня 1997 року, згідно з українсько-російською угодою про параметри розподілу Чорноморського флоту розпочався процес передачі корабля ВМС України.В склад Військово-Морських сил України корабель увійшов 10 серпня 1997 року, де отримав назву «Кривий Ріг» і бортовий номер U753.
Після був перейменований та отримав назву «Горлівка».
До квітня 2014 року базувався у Новоозерному в бухті на озері Донузлав.
В кінці березня 2014 року на судні був зірваний прапор ВМС України та піднятий прапор ВМФ Росії.
19 квітня 2014 року судно було повернуто Україні та перебазоване в Очаків
Брав участь у українсько-американських навчаннях «Сі Бриз-2019».

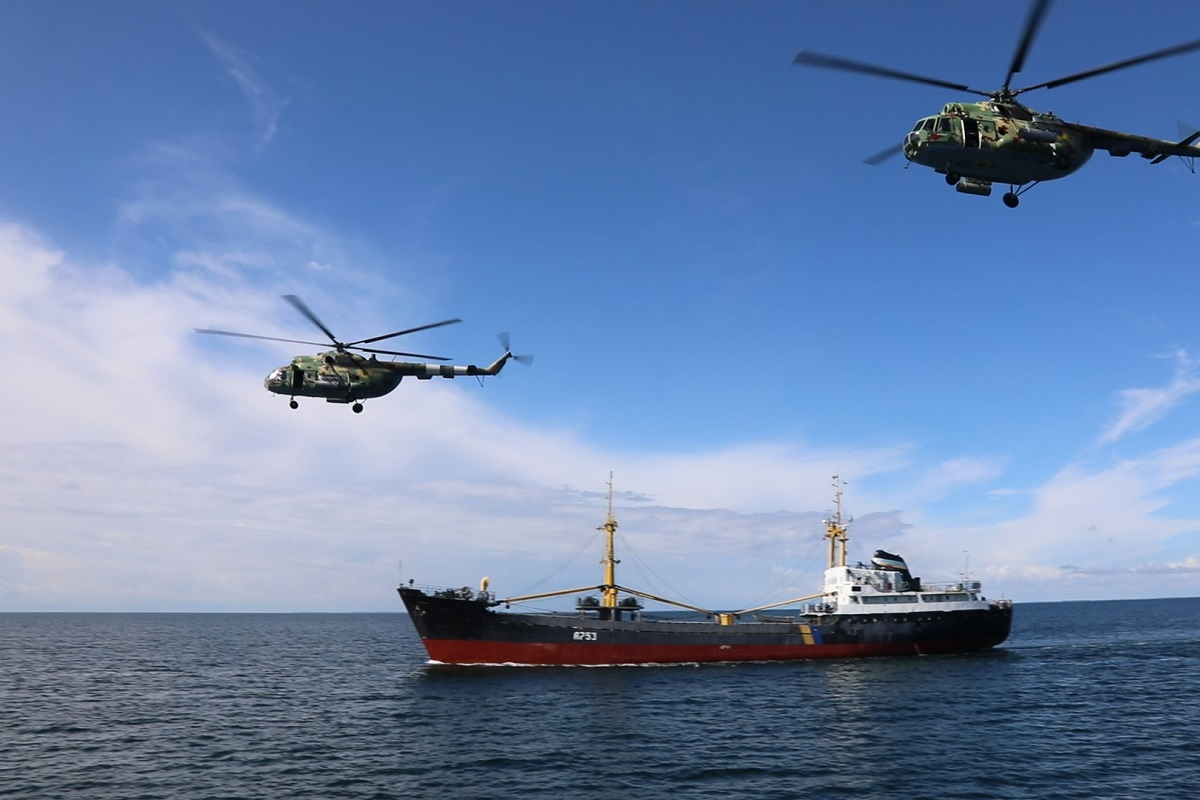
Навчання ВМС у Чорному морі

15 червня 2021 року брав участь у морських навчаннях ВМСУ. На фоні тактичного навчання було здійснено прийом курсової задачі К2 у МСТР (морський суховантажний транспорт) «Горлівка».
10 липня оператори-розвідники 73 Морського центру спеціального призначення ВМС України спільно з підрозділом країни-партнера Польщі, під час багатонаціональних навчань Sea Breeze-2021 тренувались в абордажних діях при захопленні корабля умовного противника в акваторії Чорного моря. Спецпризначенці України та Польщі штурмували судно “Горлівка”.

## Відомі командири
- капітан-лейтенант Сергій Галушка
- капітан 3 рангу Роман Рябко